# 色指数 (岩石)
色指数（いろしすう、color index）は、火成岩や変成岩に含まれる有色鉱物の割合を%で表したもの。普通は体積%であるが、重量%を用いる場合もある。値が小さいと白っぽい岩石、値が大きいと黒っぽい岩石になる。
岩石は、色指数によって優白質、中色質、優黒質、超優黒質と分けることができる。